# Gunnbjørn Fjeld
Gunnbjørn Fjeld ist der höchste Berg Grönlands und somit auch des Königreichs Dänemark und auch der höchste Berg nördlich des nördlichen Polarkreises.

## Lage
Gunnbjørn Fjeld befindet sich im Watkins-Gebirge an der Ostküste Grönlands im südlichen Teil des Distrikts Ittoqqortoormiit. Der Berg hat eine Höhe von 3694 m und eine Dominanz von 3255 km bis zum in den Alpen gelegenen Mittelhorn.

## Geschichte
Der Berg ist nach dem Wikinger Gunnbjǫrn Úlfsson benannt, der gemäß den Isländersagas um 875 als erster Europäer Grönland sah.
In älterer Literatur wird der Berg manchmal mit dem Hvítserkr gleichgesetzt, der ebenfalls in der Sagaliteratur überliefert ist, aber von dem lediglich bekannt ist, dass er sich an der grönländischen Ostküste befand.
Die Erstbesteigung erfolgte am 16. August 1935 durch Augustine Courtauld, Jack Longland, Ebbe Munck, Harold G. Wager und Lawrence Rickard Wager. Zum zweiten Mal wurde der Berg erst 1971 und zum dritten Mal 1987 bestiegen, da er in einer äußerst unzugänglichen Region ca. 60 Kilometer von der Küste entfernt liegt. Seit den 1990er Jahren gab es weitere Besteigungen.